# 梁泰栄
梁 泰栄（ヤン・テヨン、양태영、Yang Tae-Young、1980年7月8日-）は、大韓民国の男子体操選手である。ソウル市内の小中高校を経て韓国体育大学校出身。韓国男子体操の2枚看板のひとり（もう一方は金大恩）。

## 主な成績
- 2004年　アテネオリンピック団体総合 4位、個人総合 銅、鉄棒 10位
- 2006年　ドーハアジア競技大会団体総合 銅
- 2007年　世界体操選手権シュトゥットガルト大会団体総合 5位

## 幻の金メダル
アテネオリンピックの個人総合の平行棒で梁は10点満点の構成で演技したものの、審判が誤って9.9点の構成で採点してしまった。梁と優勝したポール・ハムの得点差は0.1点以下であったため、本来なら金メダルとなるはずが、銅メダルに終わってしまう。男女を通じて韓国史上初となる、オリンピックの体操での金メダル獲得はならなかった。
アテネオリンピックではこの他にも観客のブーイングで点数が変更されるなど異例の事態が相次ぎ体操競技の10点満点による採点方が改正される大きな契機となった。